# Cankurtaran, Bulanık
Cankurtaran là một xã thuộc huyện Bulanık, tỉnh Muş, Thổ Nhĩ Kỳ. Dân số thời điểm năm 2011 là 726 người.